# 플래쉬 오브 지니어스
플래쉬 오브 지니어스(Flash Of Genius)는 미국에서 제작된 마크 에이브러햄 감독의 2008년 드라마 영화이다. 그렉 키니어 등이 주연으로 출연하였고 로저 번바엄 등이 제작에 참여하였다.

## 출연

### 주연
- 그렉 키니어
- 로렌 그라함
- 더모트 멀로니

### 조연
- 제이크 아벨
- 다니엘 로벅
- 미치 필레지
- 팀 켈러허

## 제작진
- 원작자: 존 시브룩
- 미술: 휴고 러크직 위호우스키
- 의상: 루이스 시쿠에이라
- 배역: 데니즈 채미언
- 배역: 다이안 커벨